# Larrabee-Deyo Motor Truck Company
Larrabee-Deyo Motor Truck Company war ein US-amerikanischer Hersteller von Kraftfahrzeugen.

## Unternehmensgeschichte
Das Unternehmen wurde 1916 in Binghamton im US-Staat New York gegründet. Es stellte zwischen 1916 und 1932 Nutzfahrzeuge der Marke Larrabee her. Außerdem entstanden von 1925 bis 1927 mehrere Hundert Personenkraftwagen und Taxis der Marke Majestic.
Weitere amerikanische Hersteller von Personenkraftwagen der Marke Majestic waren Majestic Motor Car Company und Majestic Motor Company.

## Fahrzeuge

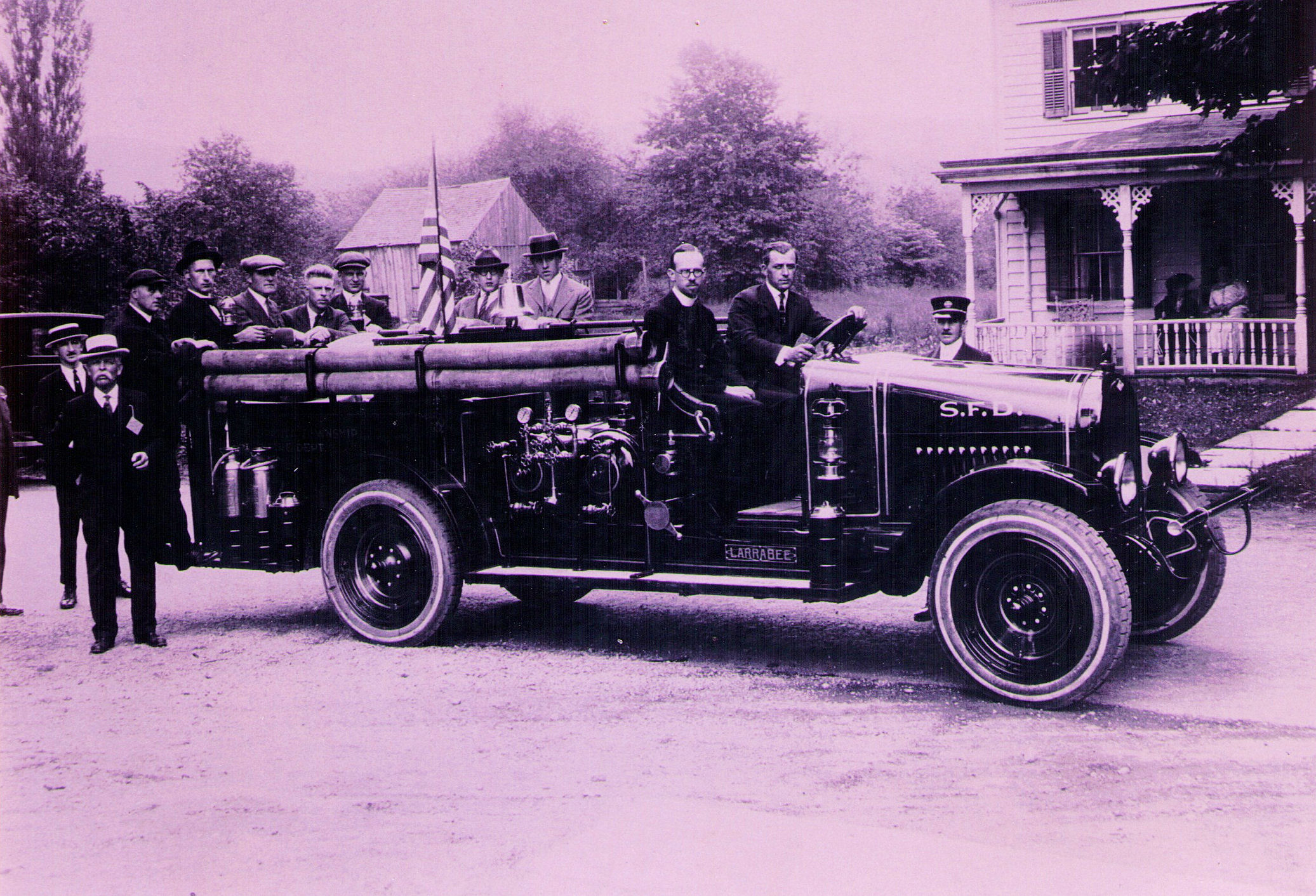
Larrabee Speed Six Löschfahrzeug des Sparta, New Jersey, Fire Department (1927)

Die Pkw hatten Motoren von Buda. Viele wurden als Taxi in New York City eingesetzt. Eine Abbildung zeigt ein Landaulet.
Die Lastkraftwagen hatten ab Beginn Luftreifen, als viele Konkurrenten noch Vollgummireifen verwendeten. Die Fahrzeuge hatten ab 1920 Sechszylindermotoren. Sie waren mit 1 bis 5 Tonnen angegeben.